# Dewetak
Dewetak (bułg. Деветак) – wieś w Bułgarii, w obwodzie Burgas, w gminie Karnobat. W 2023 roku liczyła 142 mieszkańców.